# Frédéric Vervisch

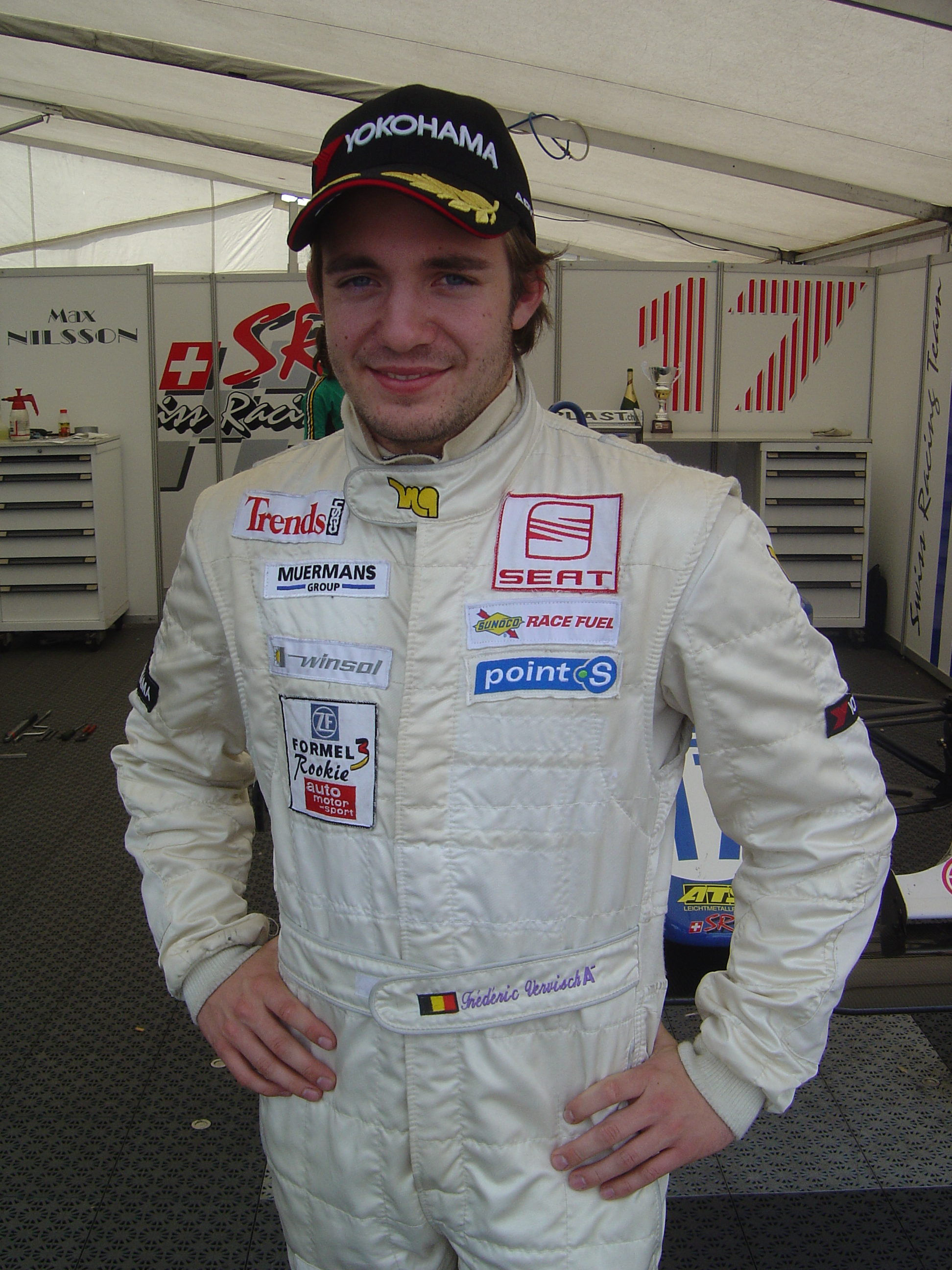
Frédéric Vervisch 2008

Frédéric Vervisch (* 10. August 1986 in Roeselare) ist ein belgischer Rennfahrer. 2008 gewann er die Meistertitel des deutschen Formel-3-Cups und der asiatischen Formel 3.

## Karriere
Vervisch begann seine Motorsportkarriere 1998 im Kartsport, in dem er bis 2005 aktiv war. Außerdem gab er bereits 2003 sein Debüt im Formelsport, als er bei einem Rennen des französischen Formel-3-Cups antrat. 2004 bestritt er die komplette Saison in dieser Serie und wurde Vizemeister. 2005 wechselte er in die World Series by Renault, in der er bei vier Rennwochenenden für GD Racing antrat. Er holte keine Punkte und belegte am Saisonende den 30. Gesamtrang. 2006 startete er in der nordeuropäischen Formel Renault und wurde Neunter im Gesamtklassement. Außerdem startete er bei vier Rennen des Formel Renault 2.0 Eurocups.
2007 wechselte Vervisch in den deutschen Formel-3-Cup. Er gewann vier Rennen und wurde Vizemeister hinter Carlo van Dam. Außerdem trat er bei zwei Rennwochenenden der World Series by Renault an. Er holte erneut keine Punkte in dieser Serie und wurde wieder 30. in der Gesamtwertung. Nachdem er im Winter den Meistertitel der asiatischen Formel 3 gewonnen hatte, sicherte sich Vervisch anschließend auch den Meistertitel des deutschen Formel-3-Cups, in dem er 2008 sieben Rennen, fünf davon in Folge, gewann. Außerdem trat er als Gastfahrer bei zwei Rennen der Formel-3-Euroserie an. 2009 wechselte er nach Nordamerika und nahm an der Atlantic Championship teil. Der Belgier stand bei fünf Rennen auf dem Podest und belegte am Saisonende den vierten Gesamtrang.

## Statistik

### Karrierestationen
- 1998–2005: Kartsport
- 2004: Französischer Formel-3-Cup (Platz 2)
- 2005: World Series by Renault (Platz 30)
- 2006: Nordeuropäische Formel Renault (Platz 9)
- 2007: Deutscher Formel-3-Cup (Platz 2), World Series by Renault (Platz 30)
- 2008: Deutscher Formel-3-Cup (Meister), asiatische Formel 3 (Meister)
- 2009: Atlantic Championship (Platz 4)

### Sebring-Ergebnisse
| Jahr | Team                        | Fahrzeug         | Teamkollege      | Teamkollege  | Platzierung | Ausfallgrund |
| ---- | --------------------------- | ---------------- | ---------------- | ------------ | ----------- | ------------ |
| 2024 | Ford Multimatic Motorsports | Ford Mustang GT3 | Joey Hand        | Dirk Müller  | Rang 27     |              |
| 2025 | Ford Multimatic Motorsports | Ford Mustang GT3 | Christopher Mies | Dennis Olsen | Rang 24     |              |